# Ostblindmaus
Die Ostblindmaus (Spalax microphthalmus) ist ein Nagetier aus der Unterfamilie der Blindmäuse.

## Beschreibung
Das 24,2 bis 31 Zentimeter lange und 370 bis 570 Gramm schwere Tier ähnelt der Westblindmaus, ist aber größer und zeigt mehr Grau. Die Kopfborstenhaarkanten sind mehr oder weniger weiß, ebenso der Hinter- und zuweilen auch der Vorderkopf. Die Augen sind nur rudimentär entwickelt und von einer Hautmembran bedeckt.
Ähnliche Arten:
- Bukowinische Blindmaus (Spalax graecus)
- Westblindmaus (Spalax leucodon)

## Vorkommen und Lebensweise

Verbreitungsgebiet der Ostblindmaus

Die Ostblindmaus lebt in Südrussland und der Ukraine. Sie ist vollkommen blind. Ihre Nahrung besteht vorwiegend aus Wurzeln, insbesondere des Löwenzahns, sowie Gräsern, Sämereien, Insekten und deren Larven. Sie wirft Erdhügel auf, die größer sind als Maulwurfshügel. Anders als beim Maulwurf sind ihre Pfoten nicht zum Graben umgewandelt, stattdessen gräbt sie mit ihren prominenten Schneidezähnen. Ihre Gänge können bis vier Meter tief unter der Erde verlaufen. Ein Bau hatte eine Länge von 169 Metern mit 114 Hügeln. Gelegentlich kommt sie an die Oberfläche und wärmt sich an der Sonne. Manchmal wird sie von Eulen erbeutet, wie aus dem Inhalt von Gewöllen hervorgeht. Im März bringt das Weibchen zwei bis fünf Junge zur Welt. Das Nest befindet sich unter einem aufgeworfenen Erdhügel.